# Blood & Honour
Blood & Honour is een internationale neonazistische groepering met banden met Combat 18.

## Ideologie
De beweging staat bekend als uiterst gewelddadig. De meeste aanhangers zijn neonazi's. Voornaamste doelwitten zijn linkse personen en organisaties, niet-westerse allochtonen en joden. In de praktijk houdt Blood & Honour zich voornamelijk bezig met het organiseren van concerten van verschillende bands met extreemrechtse ideologie, onder de noemer Rock Against Communism (RAC). Blood & Honour werd opgericht door wijlen Ian Stuart Donaldson, de zanger van Skrewdriver. Blood & Honour is de laatste tijd op de achtergrond geraakt. De reden is niet bekend. Volgens oud-leden heeft de beweging veel interne moeilijkheden en is de allochtone gemeenschap sterk gegroeid in West-Europa, en dus gevaarlijker om te intimideren.
De organisatie opereert volledig onafhankelijk van de partijpolitiek. Soms komt het voor dat een lid of sympathisant bij een bepaalde partij aangesloten is, maar dit is geen regel die te veralgemenen valt. De meeste zaken die door Blood & Honour georganiseerd of besproken worden zijn intern.
De organisatie kent geen vaste structuur en is geen orgaan dat al deze cellen overkoepelt. De ideologische standpunten kunnen, juist als in de hele extreemrechtse scene, afzonderlijk belangrijke nuances vertonen. Een Britse Blood & Honour-aanhanger is uitgesproken staatsnationalistisch en ziet in het Ierse IRA een tegenstander. Een Vlaamse Blood & Honour-aanhanger zal eerder volksnationalistisch en pro-IRA zijn. Zo zijn er afdelingen die uitgesproken antisemitisch zijn en in de moslims een mogelijke bondgenoot zien.

## Vlaanderen
Tot voor kort kende men in Vlaanderen twee grote afdelingen: Blood & Honour Midgard en Blood & Honour Vlaanderen. Ondertussen zijn er nog een paar kleinere afdelingen bijgekomen (zoals Blood & Honour Nordland en Blood & Honour Westland). De verstandhouding tussen de leden van deze groepen is meestal niet optimaal, ze komen geregeld met elkaar in conflict. Deze persoonlijke conflicten hebben echter geen invloed op de werking.
Combat 18 (C18) ontstond uit Blood & Honour Vlaanderen toen de naam van Blood & Honour Vlaanderen werd overgenomen door de afdeling Blood & Honour Midgard dat in Brugge actief is. Kopstukken van C18 waren beroepsmilitair Tomas Boutens uit Buggenhout en Joeri Van Der Plas uit Dendermonde.
De groepering C18 werd door de pers verkeerdelijk BBET (Bloed, Bodem, Eer en Trouw) genoemd. BBET was een extreemrechts initiatief dat naast het uitgeven van een tijdschrift een website had en zo nu en dan een vormingsavond organiseerde.
Op 7 september 2006 werden, na een twee jaar durend onderzoek door de Belgische politie, onder meer in de legerkazernes in Leopoldsburg, zeventien leden van C18 opgepakt die verregaande voorbereidingen voor het plegen van terroristische aanslagen zouden hebben getroffen en trainingsfaciliteiten boden op de militaire terreinen. Onder de in beslag genomen wapens waren vuurwapens, munitie en ander wapentuig. De meeste verdachten werden zeer snel weer vrijgelaten. Het grote aantal wapens waarvan sprake was in de pers waren eigendom van een wapenhandelaar die in het kader van het onderzoek voor een korte tijd werd vastgehouden. Het ging hier om wettelijk vergunde wapens. 
De website van deze groep werd gehost door de Nederlandse partij Nationale Alliantie en werd op verzoek van de Belgische autoriteiten op 18 september 2006 door de Nederlandse autoriteiten afgesloten. De groep zou van plan zijn geweest aanslagen te plegen met het oogmerk België te ontwrichten. Volgens de Belgische justitie waren er banden tussen de groep arrestanten en de Nationale Alliantie. Later bleek uit een onderzoek van de NOS dat leden van de Nationale Alliantie betrokken waren bij schietoefeningen van C18 in een legerkazerne in Leopoldsburg. In maart 2005 zou een groep van twintig NA-aanhangers hebben deelgenomen aan een paramilitair trainingskamp in de bossen bij het Belgische Spa.
Op 16 maart 2007 diende spirit-Kamerlid Koen T'Sijen een wetsvoorstel in dat beoogde groeperingen die racistisch, negationistisch of neonazistisch zijn te verbieden. Het voorstel haalde het niet.
Op 18 oktober 2008 werd een geheime Blood & Honour-bijeenkomst gehouden in Diksmuide. Burgemeester van Diksmuide Lies Laridon beweert dat ze van deze bijeenkomst niets afwist. Al snel werden de lokale en federale politiediensten ingeschakeld en zij controleerden elke feestganger. Met deze controles wilde Lies Laridon duidelijk maken dat ze bijeenkomsten van Blood & Honour liever niet op het grondgebied van Diksmuide wil laten plaatsvinden.

## Nederland
Ook in Nederland kent Blood & Honour twee afdelingen: Blood & Honour Nederland en Racial Volunteer Force (RVF). De verstandhouding tussen deze groepen is net als bij de Vlamingen meestal niet optimaal. In Nederland heeft Blood & Honour zich vooral beziggehouden met het organiseren van RAC-concerten, zaalbijeenkomsten en het bezoeken van demonstraties. Toen Combat 18 een stempel op de organisatie ging drukken en gewelddadige acties belangrijker werden, splitsten de muziekliefhebbers zich af en noemden zich Hou Kontakt, wat tevens hun lijfblad was. In 1995 verliep Hou Kontakt. Leden richtten daarop Nationaal Offensief op; in feite was het de fanclub van de nazi-popgroep Landstorm, gesponsord door Berserker Records. Maar ook deze groep viel uiteen. Alleen in Delft en omgeving duiken leden zo af en toe op onder namen als Extreem Delft en DusNuDelft.
De Nederlandse tak van Blood & Honour verzorgde in 2007 in samenwerking met de Nationalistische Volks Beweging en de Dietse Kameraden de ordedienst van de Nationalistische Volks Beweging.
In de Tweede Kamer der Staten-Generaal werd op 29 maart 2007 aan minister Hirsch Ballin gevraagd om een verbod van Blood & Honour naar aanleiding van een wapenvondst op 17 maart bij een C18-lid in Spijkenisse; dit verzoek wordt Kamerbreed gesteund.

### Racial Volunteer Force
De RVF is de tweede Blood & Honour-afdeling in Nederland die zich meer lieert aan het Combat 18-concept. De RVF is een radicale afsplitsing van de Nederlandse Volks-Unie, die "Nederland blank" als motto heeft en bereid is tot terreur om dat doel te behalen, zo stelt de AIVD in het jaarverslag over 2005. De RVF wordt ingezet als orde- en bewakingsdienst bij bijeenkomsten van de NVU. Met de arrestatie en opsluiting van de Duitse neonazi Michael Krick in oktober 2006 zijn de activiteiten van de RVF stil komen te liggen. Krick werd in oktober door de Dordtse rechtbank tot drie jaar cel veroordeeld voor poging tot doodslag op een Antilliaanse man.

## Symboliek

Vlag van de Afrikaner Weerstandsbeweging

De naam Blood & Honour is rechtstreeks afgeleid van de Hitlerjugend-leus "Blut und Ehre", een verwijzing naar de Blut und Boden-ideologie.
Veelgebruikte symbolen van Blood & Honour zijn:
- de swastika: meestal niet in het openbaar
- de triskel: het symbool dat eveneens gebruikt wordt door de Afrikaner Weerstandsbeweging
- de totenkopf: het doodshoofd dat afgebeeld stond op de kepies van SS'ers
- het Keltisch kruis: op zich geen racistisch symbool, wordt in bepaalde contexten wel als racistisch beschouwd
- 28: 2 staat voor B en 8 voor H, BH, Blood & Honour

## WikiLeaks
In december 2009 werden de ledenlijsten en chatlogs van tien neonaziwebsites, waaronder Blood & Honour naar WikiLeaks doorgespeeld.